# Alain Lamassoure
Alain Lamassoure (ur. 10 lutego 1944 w Pau) – francuski polityk, eurodeputowany, były minister delegowany ds. europejskich i rzecznik prasowy rządu.

## Życiorys
Absolwent Instytutu Nauk Politycznych w Paryżu z 1964. Cztery lata później uzyskał promocję w École nationale d’administration. Przez lata pracował w Trybunale Obrachunkowym, zaczynając jako audytor i dochodząc do stanowiska samodzielnego radcy. W latach 70. pełnił funkcję doradcy w biurach różnych ministrów (kultury, finansów, zaopatrzenia), a następnie do 1981 doradcy prezydenta Republiki Francuskiej.
Zaangażował się w działalność Fédération Nationale des Clubs Perspectives et Réalités i centrowej Unii na rzecz Demokracji Francuskiej, której w latach 1999–2002 był wiceprzewodniczącym. Następnie dołączył do Unii na rzecz Ruchu Ludowego, z którą współtworzył później Republikanów.
W 1986 objął mandat posła do Zgromadzenia Narodowego w miejsce powołanej na stanowisko rządowe Michèle Alliot-Marie. Do niższej izby parlamentu był też wybierany w 1988 i 1993. W drugiej połowie lat 90. był zastępcą mera i następnie przez rok merem miejscowości Anglet.
Od 1993 do 1995 był ministrem delegowanym ds. europejskich w rządzie Édouarda Balladura. W drugim gabinecie Alaina Juppé do 1997 sprawował urząd ministra delegowanego ds. budżetu, a także rzecznika prasowego rządu.
Po raz pierwszy zasiadał w Parlamencie Europejskim w okresie 1989–1993. Mandat europosła uzyskiwał też w wyborach w 1999 i w 2004. Przewodniczył Komisji Kontroli Budżetowej, reprezentował PE w Konwencie Europejskim (od 2002 do 2003). W 2009 został wybrany na kolejną kadencję. W VII kadencji wszedł w skład prezydium grupy Europejskiej Partii Ludowej, objął też funkcję przewodniczącego Komisji Budżetowej. W 2014 z powodzeniem ubiegał się o europarlamentarną reelekcję. W 2017 zrezygnował z członkostwa w Republikanach.